# Euphranta perkinsi
Euphranta perkinsi är en tvåvingeart som beskrevs av Hardy 1983. Euphranta perkinsi ingår i släktet Euphranta och familjen borrflugor. Inga underarter finns listade i Catalogue of Life.